# Puerta del Puente (Guadalajara)

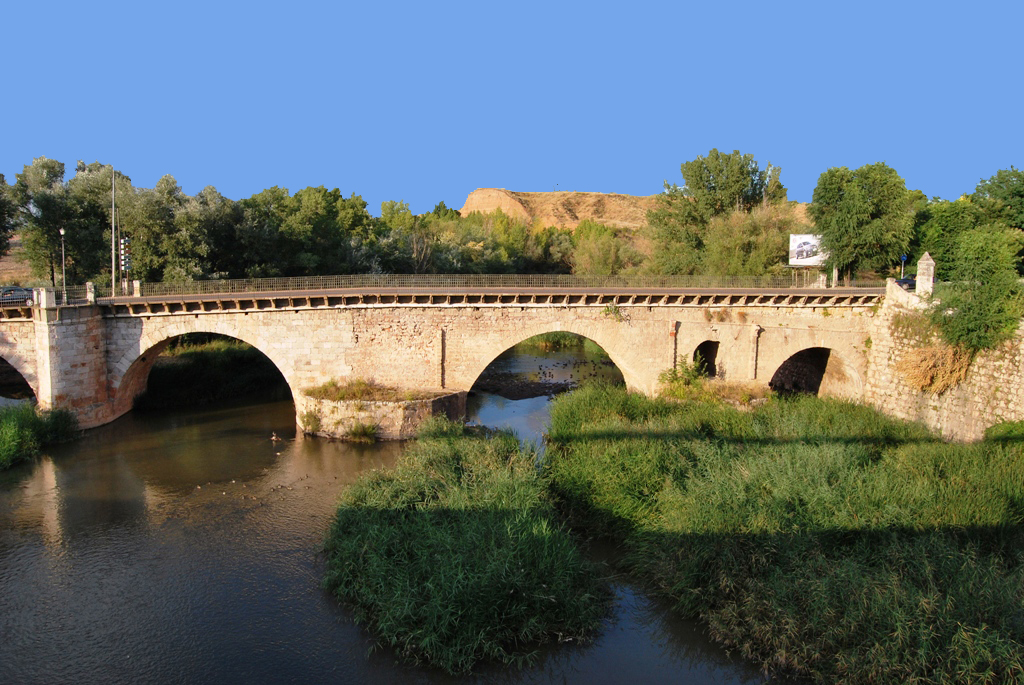
Imagen del puente del Henares. La puerta se situaba sobre el pilar central, más grueso que el resto.

La puerta del Puente era una puerta situada sobre el puente del Henares de Guadalajara (España). Formaba una torre que se alzaba sobre el segundo pilar más inmediato a la orilla izquierda, donde se encuentra la ciudad.
Fue erigida en la segunda mitad del siglo XIII con funciones defensivas y tributarias. Tenía una considerable altura y fortaleza, lo que le otorgó una notable fuerza visual y representativa, y la convirtió en una de las señas de identidad de la ciudad hasta mediados del siglo XVIII, cuando el efecto de las consecutivas crecidas del río Henares generó graves patologías en el puente que, al final, provocaron el hundimiento de dos de sus arcos y la demolición de la torre.

## Construcción medieval
La torre se alzaba sobre el segundo pilar más inmediato a la orilla de la ciudad, dado que éste era el más reforzado por los canteros cristianos en sus intervenciones reparadoras de los siglos XIII y XIV.
Para conocer formalmente la torre de la puerta del Puente se cuenta con tres documentos gráficos: la vista de Anton Van den Wyngaerde de 1565 y los alzados que realizaron los arquitectos Bernardo Martínez en 1628 y José de Arce en 1742 para ilustrar sus propuestas de intervención.
En el dibujo de 1565 se observa su ubicación exacta, sobre el pilastrón que fue reconstruido en el siglo XVIII, y se aprecia su gran altura y fortaleza: más de 20 metros y cuerpo defensivo en la coronación aupado sobre una cubierta de matacanes. Esa gran elevación y terraza final sugieren que en su interior existiera una escalera de comunicación y varias plantas intermedias con aspilleras de defensa e iluminación.
La puerta del puente constaba de la superposición de dos arcos de herradura de diferente desarrollo y una buhardilla, guardando un esquema similar al del torreón exterior del puente de San Martín en Toledo y al empleado en la puerta de acceso al recinto interior del Alcázar Real de Guadalajara. Este detalle permite datar su edificación en la segunda mitad del siglo XIII.
El reducido ancho de la calzada –próximo a los 7 metros– y las exigencias constructivas para mantener la estabilidad de la torre, obligaban a que el vano de la puerta arrojara una exigua luz. Esta circunstancia impedía, por tanto, el paso de carruajes que tuvieran ejes de especial desarrollo, como era el caso de la carrozas de las comitivas regias. Tal es el caso que se tuvo que desmontar parcialmente con motivo de las visitas de Felipe II en 1585 y 1592.

## Reparaciones y demolición
En 1628 Bernardo Martínez presentó un proyecto ante el Concejo en el que incluía la colocación de un ostentoso chapitel de pizarra sobre la azotea defensiva, aplicando una solución similar a la que se adoptó para rematar el campanario de la concatedral de Santa María. En el dibujo aportado por el maestro se manifestaban dos opciones: una, más sencilla, con sólo cuatro guardillas en el primer cuerpo, y otra, de mayor aparato, con esferas y estípites en las ventanas, linterna y, sobre ésta, el segundo cuerpo con estípites en los cuatro faldones.
Se desconoce cuál de ellas se materializó, pero sí que en 1700, con ocasión de la venida de Felipe V, toda la torre fue objeto de una importante intervención restauradora:

Primeramente, es data tres mil y quinientos reales que ymportan la obra que se hizo en la Torre de la Puente del Río Nares para el paso de su Magestad por esta Çiudad, por estar toda endida, en que se redificó, y Pretiles que se echaron a parte de dicha Puente

Tampoco se puede precisar el alcance de estas intervenciones pero, a la vista del dibujo realizado por José de Arce en 1742, parece que se reformó la cubierta, desmontando el chapitel barroco y colocando un tejado a cuatro aguas sobre un cuerpo de ventanas.
Finalmente, en 1774 y después de varios años con el viaducto clausurado por ruina, se emprendió el proyecto de reconstrucción diseñado por Marcos de Vierna que no contemplada el mantenimiento de la puerta una vez que las funciones que habían justificado su existencia –la recaudatoria del derecho de pontazgo y las estratégicas de observación y defensa– quedaron obsoletas.